# Liste der Geotope im Kreis Mettmann
In der Liste der Geotope im Kreis Mettmann sind Geotope im Kreis Mettmann aufgelistet.
- der Neandertaler Massenkalkzug in Erkrath und Mettmann
- die Rippelmarken am „Alten Kalkofen“ in Erkrath
- der ehemalige Steinbruch Grube 7 in Haan
- der Steinbruch am Schopshofer Bach in Heiligenhaus
- die Hildener Heide am Biesenbach
- der Sand- und Jaberg in der Hildener Heide
- das Further Moor in Langenfeld
- der Spürklenberg in Langenfeld
- der Aufschluss am Nobbenhof in Mettmann
- der Urdenbacher Altrhein und die Baumberger Aue in Monheim am Rhein
- der Blaue See in Ratingen
- die Quarzitblöcke am Stinkesberg in Ratingen
- der Dresberg in Velbert
- der ehemalige Steinbruch Zippenhaus in Velbert
- der Tillmannsdorfer Sattel in Wülfrath